# Фридрих I (Саксония-Гота-Алтенбург)
Вижте пояснителната страница за други личности с името Фридрих I.
Фридрих I (на немски: Friedrich I von Sachsen-Gotha-Altenburg; * 15 юли 1646, Гота; † 2 август 1691, Фридрихсверт) e владетел в Тюрингия от рода на Ернестински Ветини, херцог на Саксония-Гота-Алтенбург от 1675 до 1691 г.

## Живот
Той е най-възрастният син на херцог Ернст I († 26 март 1675) и принцеса Елизабет София фон Саксония-Алтенбург (1619 – 1680), единствената дъщеря на херцог Йохан Филип от Саксония-Алтенбург (1597 – 1639) и принцеса Елизабет фон Брауншвайг-Волфенбютел (1593 – 1650).
Фридрих I се жени на 14 ноември 1669 г. за Магдалена Сибила (1648 – 1681), дъщеря на херцог Август фон Саксония-Вайсенфелс. Раждат им се осем деца.
През 1672 г. майка му става единствена наследница на княжеството Саксония-Алтенбург и баща му го поставя там за регент. През 1674 г. болният му баща му предоставя управлението на всичките си земи. След смъртта на баща му през 1675 г. Фридрих I управлява херцогството Саксония-Гота заедно с неговите шест братя от дворец Фриденщайн. На 24 февруари 1680 г. те си поделят земите. Фридрих I получава малкото Херцогство Саксония-Гота-Алтенбург.
След смъртта на първата му съпруга през 1681 г. той се жени още същата година за Кристина фон Баден-Дурлах (1645 – 1705), дъщеря на маркграф Фридрих VI от Баден-Дурлах. Вторият му брак е бездетен.
От 1681 до 1683 г. Фридрих I основава и днес съществуващия дворцов барок театър в дворец Фриденщайн в Гота. Той води дневници, които са запазени. Интересува се от алхимия. Фридрих I участва при борбите за Виена, когато е обсадена от турците (1683), и във войната против Франция.
Фридрих I умира през август 1691 г., когато е в лятната си резиденция Фридрихсверт и е погребан в построената от него гробница през 1679/1680 г. в дворцовата църква Фриденщайн до умрялата му преди десет години първа съпруга Магдалена Сибила. Последван е на трона от най-големия му син Фридрих II.
- Театър в дворец Фриденщайн, Гота
- Дворец Фриденщайн, Гота (1956)
- Дворец Фридрихсверт

## Деца
Фридрих I и Магдалена Сибила имат шест дъщери и двама сина:
- Анна София (1670 – 1728), омъжена от 1691 г. за княз Лудвиг Фридрих I от Шварцбург-Рудолщат
- Магдалена Сибила (1671 – 1673)
- Доротея Мария (1674 – 1713), омъжена от 1704 г. за херцог Ернст Лудвиг I от Саксония-Майнинген
- Фридерика (1675 – 1709), омъжена от 1702 г. за княз Йохан Август от Анхалт-Цербст
- Фридрих II (1676 – 1732), херцог на Саксония-Гота-Алтенбург
- Йохан Вилхелм (1677 – 1707)
- Елизабет (1679 – 1680)
- Йохана (1680 – 1704), омъжена от 1702 г. за херцог Адолф Фридрих II от Мекленбург-Щрелиц